# 金蹴棋
金蹴棋（Bōku、Bolix），是Rob Nelson在1999年由推出五子棋變體，類似玉攻棋皆能夾吃敵子。

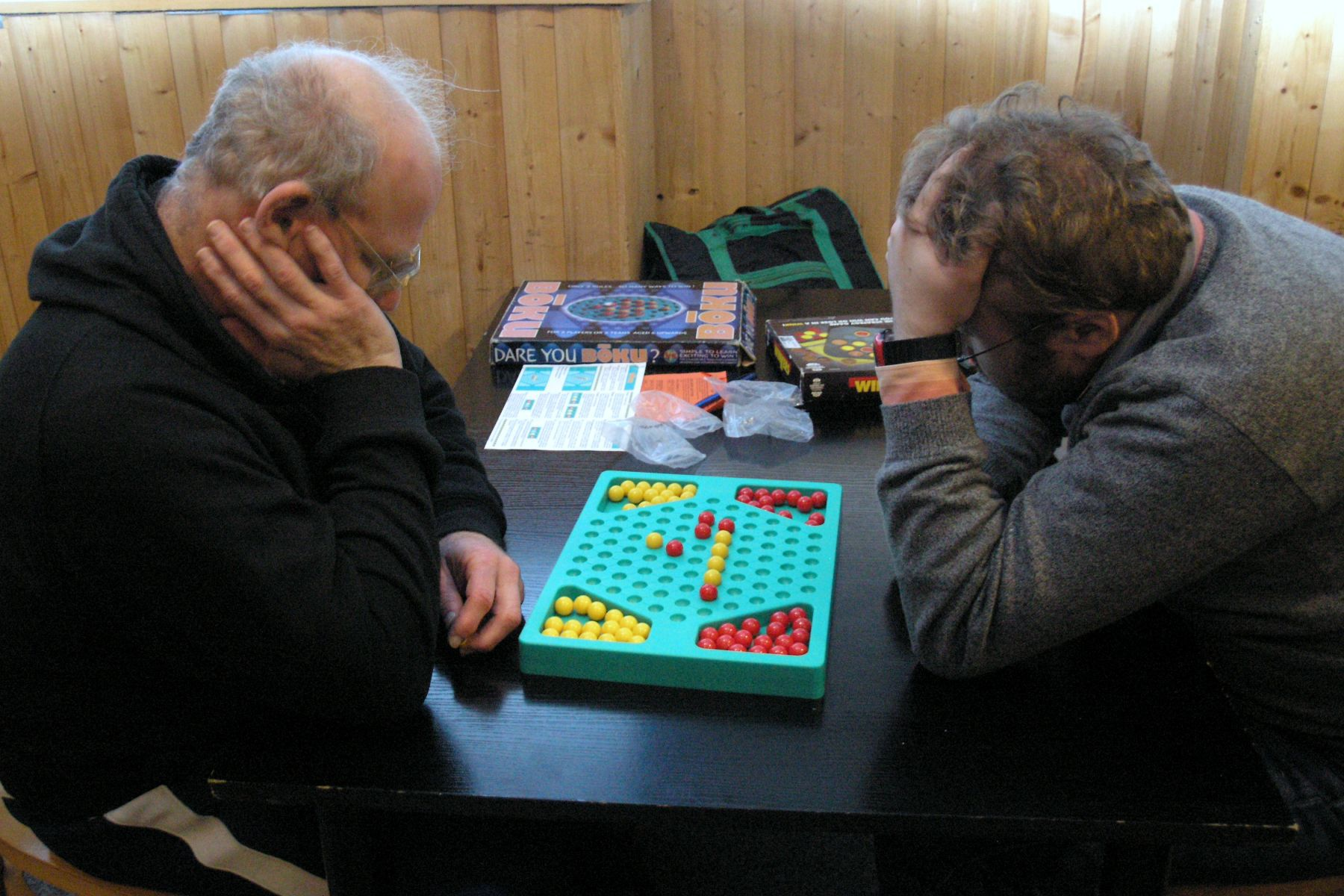
兩人在對弈金蹴棋

## 棋具
- 棋盤採用6*6*6的六角形棋盤。
- 棋子以兩色區分敵我，各有三十六枚。

## 規則
- 雙方必須輪流下一子。
  - 若下子把正好兩枚敵棋夾在一線，就選擇提掉其中一枚被夾的敵棋。
  - 不能下在上一手被對方提掉的棋位。
- 五枚或以上同色棋子連成一線獲勝。
- 棋子下完，無任何人有五枚連線，則平手[1]。

## 外部連結
- 遊戲介紹 （页面存档备份，存于）
- 線上遊戲 （页面存档备份，存于）